# Einsturz der Chirajara-Brücke
Die Chirajara-Brücke in Kolumbien ist eine im Bau befindliche Schrägseilbrücke im Verlauf des Neu- und Ausbaus der Schnellstraße Autopista al Llano in den östlichen Kordilleren, die ein Teilstück der Nationalstraße 40 zwischen Bogotá und Villavicencio ist (siehe Liste der Fernstraßen in Kolumbien). Am 15. Januar 2018 brach einer ihrer Pylone zusammen. Am 11. Juli 2018 wurde der zweite, ebenfalls einsturzgefährdete Pylon gesprengt. Im Oktober 2018 wurden zwei Tochterfirmen des französischen Baukonzerns Eiffage für die Errichtung der Ersatzbauwerke ausgewählt.

## Beschreibung der Brücke
Die geplante Brücke ist mit einer Länge von insgesamt 446 m und einer Höhe von 280 m über Grund die größte der insgesamt 46 Brücken im Verlauf der Strecke. Ihre beiden 110 m hohen Stahlbeton-Pylone in Diamant- oder Rautenform hatten eine Spannweite von 286 m und Nebenöffnungen von 80 m.
Die Pylonen standen auf in der Draufsicht runden Fundamenten mit einem Durchmesser von 8 m, welche mit ihrer Auflagefläche auf festem Fels fußten.
Die Brücke befindet sich bei Straßenkilometer 64 auf dem Gebiet der Gemeinde Guayabetal im Departamento de Cundinamarca und soll die beiden Tunnel Chirajara und La Pala verbinden.
Erbaut wird die Strecke von dem privaten Konzessionär Coviandes (Concessionario Vial de los Andes), einer Tochterfirma des kolumbianischen Finanzkonzerns Grupo Aval y Corficolombiana, aufgrund eines Auftrags vom 22. Januar 2010. Das Bauunternehmen für die Brücke ist Gisaico S.A.S., ein Unternehmen aus Medellín.
Das Straßenprojekt ist, auch wegen der Brücke, im Jahr 2010 mit dem Nationalen Ingenieurpreis ausgezeichnet worden.

## Einsturz
Die beiden Pylone und die an ihnen hängenden Teilstücke der Brückentafel waren bereits ausgeführt. Für den März 2018 war der Lückenschluss zwischen den Fahrbahnteilen geplant.
Am 15. Januar 2018 brach der 110 m hohe westliche der beiden Pylone (Pylon B) mitsamt den Schrägseilen und dem an ihnen hängenden ca. 200 m langen Teilstück der Brückentafel zusammen. Zunächst wurde berichtet, dass dabei mindestens zehn Arbeiter starben, acht verletzt und zwei vermisst wurden. Inzwischen geht man von neun Toten und acht Verletzten aus.
Der Transportminister wies umgehend darauf hin, dass Coviandes für alle Arbeiten die volle Verantwortung trage. Ein Ermittlungsverfahren wurde eingeleitet. Der Präsident der Cámara Colombiana de la Infraestructura betonte, dass es wichtig sei, dass die Untersuchungen schnelle Resultate brächten.
Die Ermittler gaben nach wenigen Tagen bekannt, dass ein Erdbeben als Ursache des Einsturzes ausgeschlossen werden könne. Coviandes teilte mit, dass man das renommierte Ingenieurbüro Modjeski and Masters aus den USA mit der Ermittlung der Unfallursache beauftragt habe.
Am 24. April 2018 veröffentlichte die Agencia Nacional de Infraestrutura – ANI den von Modjeski and Masters und American Geotechnical & Environmental Services gemeinsam verfassten Abschlussbericht. Danach sei die Chirajara-Brücke aufgrund eines Konstruktionsfehlers eingestürzt. Die unterhalb des Fahrbahnträgers zwischen den beiden Armen des Pylons angeordnete Stahlbetonwand und der Querträger hätten den nach außen wirkenden Kräften nicht standhalten können. Im Querträger sei ungewöhnlich wenig Stahl enthalten. In der Planung sei angenommen worden, dass diese Kräfte sich über die Höhe der Stahlbetonwand verteilten und die Wand daher an ihrer Neutralisierung mitwirke. Da die nach außen wirkenden Kräfte jedoch insbesondere auf den Querbalken und den obersten Teil der Stahlbetonwand einwirkten, sei es dort zu Rissen, anschließend zum Abriss der Verbindung und somit zum Einsturz gekommen.
Der noch stehende, baugleiche Pylon C sei aus den gleichen Gründen akut vom Einsturz bedroht, er zeige bereits die typischen Risse auf. Er müsse abgerissen werden.
In einer Arbeit des Ingenieurs Jaime Suarez Diaz ist ein Bild von einem vertikalen Riss im Pylon C in Höhe des Querträgers zu sehen. Darin verweist er auch auf zwei weitere Schwachstellen im Pylon, welche bei dessen Durchbiegung infolge der Last des freitragenden Endes des Fahrbahnträgers anfällig seien.
Der Pylon C ist daraufhin mitsamt dem neben ihm stehenden und an ihm abgestützten Baukran im Juli 2018 gesprengt worden.

## Neubau
Der Neubau wurde von setec tpi als Schrägseilbrücke mit V-förmigen, nach oben offenen Pylonen geplant, der von einer Gruppe aus setec tpi, Eiffage und Terrasol realisiert wird.